# Franz Klebusch
Franz Klebusch (* 22. Januar 1887 in Mannheim; † 25. Mai 1951 in Dresden) war ein deutscher Schauspieler.

## Leben und Werk
Der aus Mannheim stammende Franz Klebusch trat ab 1927 als Filmschauspieler in Nebenrollen in Erscheinung. Im Jahr 1929 war er in Berlin am Theater in der Königgrätzer Straße beschäftigt und spielte die Rolle des Tangua im Theaterstück „Winnetou, der rote Gentleman“ nach einem Roman von Karl May. Im Jahr 1940 spielte er neben Ferdinand Marian im nationalsozialistischen Propagandafilm „Jud Süß“. Seinen letzten Film „Der Verteidiger hat das Wort“ drehte er im Jahr 1944 an der Seite von Karl Schönböck und Heinrich George. Klebusch stand 1944 in der Gottbegnadeten-Liste des Reichsministeriums für Volksaufklärung und Propaganda.
Nach dem Zweiten Weltkrieg konnte er seine Laufbahn als Filmschauspieler nicht mehr fortsetzen.

## Filmografie
- 1927: Gewitter über Gottland
- 1927: Ein Mordsmädel
- 1928: Polnische Wirtschaft
- 1929: Das Geständnis der Drei
- 1931: Schatten der Manege
- 1931: Kinder vor Gericht
- 1932: Trenck
- 1932: Ein süßes Geheimnis
- 1933: Kleines Mädel – großes Glück
- 1933: Polizeiakte 909 (Taifun)
- 1933: Die kleine Schwindlerin
- 1934: Grüß’ mir die Lore noch einmal
- 1934: Herr Kobin geht auf Abenteuer
- 1934: Die spork’schen Jäger
- 1934: So ein Flegel
- 1934: Zwischen zwei Herzen
- 1935: Schwarze Rosen
- 1935: Ein idealer Gatte
- 1935: Liselotte von der Pfalz
- 1936: Till Eulenspiegel: Wie Eulenspiegel sich einmal erbot, zu fliegen
- 1936: Stjenka Rasin
- 1936: Liebeserwachen
- 1936: Heißes Blut
- 1936: Durch die Wüste
- 1937: Fridericus
- 1938: Im Zeichen des Vertrauens. Ein Beyer-Film
- 1940: Ein Mann auf Abwegen
- 1940: Jud Süß
- 1940: Friedrich Schiller – Der Triumph eines Genies
- 1943: Kollege kommt gleich
- 1944: Der Verteidiger hat das Wort